# Severnsia strombeulima
Severnsia strombeulima is een slakkensoort uit de familie van de Eulimidae. De wetenschappelijke naam van de soort is voor het eerst geldig gepubliceerd in 2016 door Geiger.